# Joseph Raymond McCarthy
Joseph Raymond McCarthy (Grand Chute, Wisconsin, 1908. november 14. – Bethesda, Maryland, 1957. május 2.) republikánus amerikai politikus. 1947–1957 között Wisconsin állam republikánus szenátora. Amerikai részről a hidegháború egyik legtöbb feszültséggel járó ideológiai csatája, az 1950-es évek elejének mccarthyzmusa fűződik a nevéhez. 1950-től kezdett vezető szerepet betölteni a kommunisták elleni boszorkányüldözésben, amelynek a szövetségi kormány soraiban feltételezett kommunista és szovjet ügynökök „leleplezése” volt a célja.

## Élete
1935-ben szerzett jogi végzettséget a milwaukeei Marquette Universityn, s 1939-től kerületi bíró lett Wisconsinban. A második világháborúban, harminchárom évesen bevonult a tengerészgyalogsághoz és harcolt a Japán elleni háborúban, majd 1946-ban indult a szenátusi választásokon, és 1947-től haláláig Wisconsin szenátora lett. A politika élvonalában 1950-ben bukkant fel hírhedt szenátusi beszédével, amelyben azt állította, hogy a birtokában van egy lista az amerikai külügyminisztériumban dolgozó kommunista párttagok és kémek nevével. Szenzációs bejelentését ugyan soha nem sikerült hitelt érdemlően bizonyítania, az elkövetkező években, Harry S. Truman, majd Dwight D. Eisenhower elnöksége alatt McCarthy mégis lehetőséget kapott arra, hogy tárgyalásokat folytasson le egyes, kommunistának feltételezett külügyminisztériumi, fehér házi alkalmazottak, illetve katonatisztek ellen. Sokakat pusztán származásuk okán idéztek be és zaklattak, így hírességeket, mint Danny Kaye-t, mivel a családja ukrajnai eredetű, mely ekkor már a Szovjetunió tagállamának számított, vagy pedig Charles Korvint, aki ugyan még a monarchiakori Magyarországon született, de 1951-es beidézésekor már kommunista berendezkedés érvényesült a hazájában.  Emellett az ún. McCarthy-meghallgatásokat – ahogy az Amerika-ellenes tevékenységet vizsgáló bizottság üléseit is – gyakran az adminisztráción kívüli, ellenzéki politikusok ellehetetlenítésére használták fel. A legnagyobb botrányt azonban mégis Julius és Ethel Rosenberg kivégzése okozta, akiket atomkémeknek kiáltottak ki, miszerint a szovjeteknek adtak el titkokat az amerikai atomprogramot illetően. A házaspár bűnösségét illetően rendkívül sok a kérdőjel, sokak szerint csak a McCarthy által előidézett hisztéria áldozatai.
McCarthyról köztudott volt, hogy alkoholista. Meggondolatlan és botrányos kijelentéseit is gyakorta ittas állapotban tette.
Tevékenységét a közvélemény egyre nagyobb része ítélte el, s 1954 második felében a szenátus 67:22 szavazataránnyal megfeddte McCarthyt. A szenátor három évvel később, negyvennyolc éves korában halt meg, a hivatalos közlemények szerint hepatitisben, valójában erős alkoholizmusa vezetett halálához.